# Majstor Fantaz
Majstor Fantaz (eng. Mr. Bogus) je američki kratkometražni crtani film koji se u Hrvatskoj prikazivao 1990-ih. 
Majstor Fantaz je mali žuti gremlin koji skriveno živi u zidovima obiteljske kuće dječaka Tommyja Anybodyja. Kako je vrlo nestašan, Fantaz izaziva nevolje Tommyju, koji na sve načine skriva njegovo postojanje. Fantaz je kod Tommyja stigao iz druge dimenzije (kroz ogledalo u Tommyjevoj kući), iz svog svijeta Boguslanda, u kojem živi sa zločestim bratom Bratcem i tetom Šizikom.
Fantaz je majstor u prerušavanju, a budući je iz druge dimenzije može prolaziti kroz zidove. Najveći dio svog vremena provodi u kuhinji, gdje doživljava razne pustolovine. Najveći Fantazovi neprijatelji su štakor Štakac te razna čudna bića, kao što su ona u obliku zrnaca prašine. Tijekom trajanja crtića Fantaz odlazi i u svoju dimenziju u nove pustolovine. 
Crtani film Majstor Fantaz prikazivao se u Hrvatskoj nedjeljom prije Dnevnika, trajao je oko pola sata i bio podijeljen u tri dijela.

## Popis epizoda
1. Meet Mr. Bogus (Tko je Majstor Fantaz)
2. Class Clown Bogus
3. A Day at the Office
4. Et Tu, Brattus? (Zar i ti, Bratac?)
5. Shop Around the Clock (Fantazična kupnja)
6. Beach Blanket Bogus (Majstor Fantaz na plaži)
7. Bogus in Wilderland
8. No Snooze is Good News
9. Hipster Tripster
10. Museum Madness (Ludnica od muzeja)
11. Lights, Camera, Bogus (Svjetlo, kamera, Fantaz)
12. Bogus in Bogus Land (Fantaz u Fantaziji)
13. Good Sport Bogus
14. Computer Intruder (Fantazija u računalu)
15. Babysitting Bogus (Majstor Fantaz)
16. Bogunda, Bogetta & Bogus (Šizika, Fantoza i Fantaz)
17. Bookstore Bogus
18. Bad Luck Bogus (Fantazova zla sreća)
19. Totally Bogus Video
20. Bogus Private Eye
21. Bogus to the Rescue
22. Mr. Bogus' Sci-Fi Fest
23. Terror Tot in Bogusland
24. Roam Away from Home
25. Bugboy Bogus
26. Springtime for Bogus
27. Nightmare on Bogus Street (Strava u ulici Fantazije)
28. B-TV (Fantaz-TV)
29. Waterboy Bogus (Fantaz i vodene nevolje)
30. Kung Fu Camp Out
31. Battle Action Bogus (Fantaz u vojsci)
32. Secret Agent Bogus
33. Super Bogus Flies Again
34. Is There a Bogus in the House?
35. The Bogus Invasion
36. Fun Park Follies
37. Buff-Tuff Bogie
38. Once Upon a Bogus Time
39. Brainy Bogus
40. Mega Star Madness
41. Totally Bogus Daydream
42. Baseball Bogie

## Vanjske poveznice
- Majstor Fantaz u internetskoj bazi filmova IMDb-a
- Mr. Bogus Introduction na YouTubeu